# Municipalità di Kangaroo Island
La municipalità di Kangaroo Island è una Local Government Area che si trova in Australia Meridionale. Essa si estende su una superficie di 4.400,1 chilometri quadrati e ha una popolazione di 4.612 abitanti. La sede del consiglio si trova a Kingscote.